# Toro (Valle del Cauca)
Pour les articles homonymes, voir Toro.
Toro est une municipalité située dans le département de Valle del Cauca, en Colombie.